# Rossend Nobas i Ballbé
Rossend Nobas i Ballbé   (Barcelona, 1841 - Barcelona, 5 de febrer de 1891) fou un orfebre i escultor català, germà del fotògraf Narcís Nobas i Ballbé (1840-1893). La seva obra fou realista, naturalista i virtuosa.

## Biografia
Fill de Pasqual Nobas i Puigrubí, de Barcelona, i Teresa Bellvé i Bartolí, de Reus. Va néixer al núm. 8 del carrer dels Carders, on el seu pare es dedicava a fer de llauner i on ell mateix va començar a exercir tant en la fosa com en el cisellat. Aquests coneixements li varen permetre treballar d'argenter a l'obrador Masriera, família amb la qual va mantenir una bona relació tota la seva vida essent, posteriorment, mestre de Frederic Masriera i Manovens.
Va estudiar a l'Escola de la Llotja de Barcelona, aprenent escultura de la mà dels germans Agapit i Venanci Vallmitjana i Barbany en el taller dels quals va entrar a treballar. Va rebre classes de pintura amb Claudi Lorenzale i Pau Milà i Fontanals, que li van despertar l'interès pel romanticisme i per la pintura a l'aquarel·la, una especialitat que, tot i no dedicar-se professionalment, dominava i on acostumava a realitzar aquarel·les instantànies. Després de treballar amb els Vallmitjana, va posar taller propi a Barcelona, primer a la plaça de l'Oli, més tard al carrer de Casanova i finalment al carrer de Provença.
El 1866 va exposar a París amb gran èxit. Va guanyar reconeixement com a escultor amb l'obra Segle XIX, també coneguda com a Torero ferit, amb la que va guanyar la medalla de segona classe a l'Exposición Nacional de Bellas Artes de Madrid de 1871. Amb el Bust de Cervantes va ser premiat a l'Exposició Universal de Viena de 1873, i amb el Bust de Fortuny ho va ser a Filadèlfia.
Va fer centenars d'imatges religioses, escultura funerària, escultura pública urbana i especialment retrats, una especialitat en què va adquirir una gran fama i va ser molt sol·licitat per les grans famílies barcelonines perquè els immortalitzés. Destaquen entre d'altres el bust de la senyora de Güell i els de membres de la família Masriera. També va ser l'escultor de la facultat de Medicina de Barcelona Moltes de les seves obres es varen perdre en el decurs de les diverses revoltes de començament de segle xx fins a final de la Guerra Civil espanyola.
Va ser l'autor del fris dedicat a la història del treball a la casa Víctor Blajot, obra de Guastavino al passeig de Gràcia, 32 de Barcelona, del qual només en resta una petita part, ja que fou destruït en instal·lar-hi un rètol comercial.
Al seu taller va tenir com a deixebles a Josep Gamot, Josep Reynés i Gurguí, Manel Fuxà i Leal, Torquat Tasso i Nadal, Anselm Nogués i Garcia, Josep Llimona i Bruguera, Joan Serra i Pau, Joan Flotats i Llucià, Frederic Masriera i Manovens i el medallista Damià Pradell i Pujol.
Va morir sobtadament d'una pneumònia que va contreure mentre tenia cura de la seva mare, que morí un mes abans als 84 anys.

## Obres destacades
- 1870 - Crist crucificat
- 1871 - Torero ferit (Museu Nacional d'Art de Catalunya)
- 1871 - Fris a la façana de la Casa Blajot (Passeig de Gràcia 32, Barcelona)[13]
- 1872 - Bust de Cervantes[7]
- 1878 - Dona catalana
- 1879 - Bust de Marià Fortuny[7]
- 1879 - Estàtua del general Josep Cabrinetty, plaça major de Puigcerdà
- 1879 - Bustos en terracota de Cervantes, Milton i Dante ubicats al capcer de l'Editorial Montaner i Simon de Domènech i Montaner.[14]
- 1881 - Lleons per al vestíbul del Palau de la Generalitat de Catalunya[7]
- 1882 - Bust d'Aristòtil. Universitat de Barcelona
- 1882 - Sant Tomàs
- 1883 - Pas de La Dolorosa, germandat Pau i Caritat. Pamplona[15]
- 1883 - Estàtua de Mercuri. Casino Mercantil de Barcelona
- 1884 - Retrat d'Elisa Masriera. Museu Nacional d'Art de Catalunya
- 1884 - Relleu del monument a Antonio López (Barcelona)
- 1885 - Quadriga de l'Aurora, conjunt daurat que remata el monument de la Cascada del Parc de la Ciutadella de Barcelona. D'aquest conjunt, també són obra seva els faunes.[7]
- 1888 - Monument a Rafael Casanova, situat a la Ronda Sant Pere de Barcelona
- 1888 - A Joan Güell i Ferrer. Barcelona
- s.d. Història dels progressos de la humanitat, també anomenat Història del treball.

## Galeria

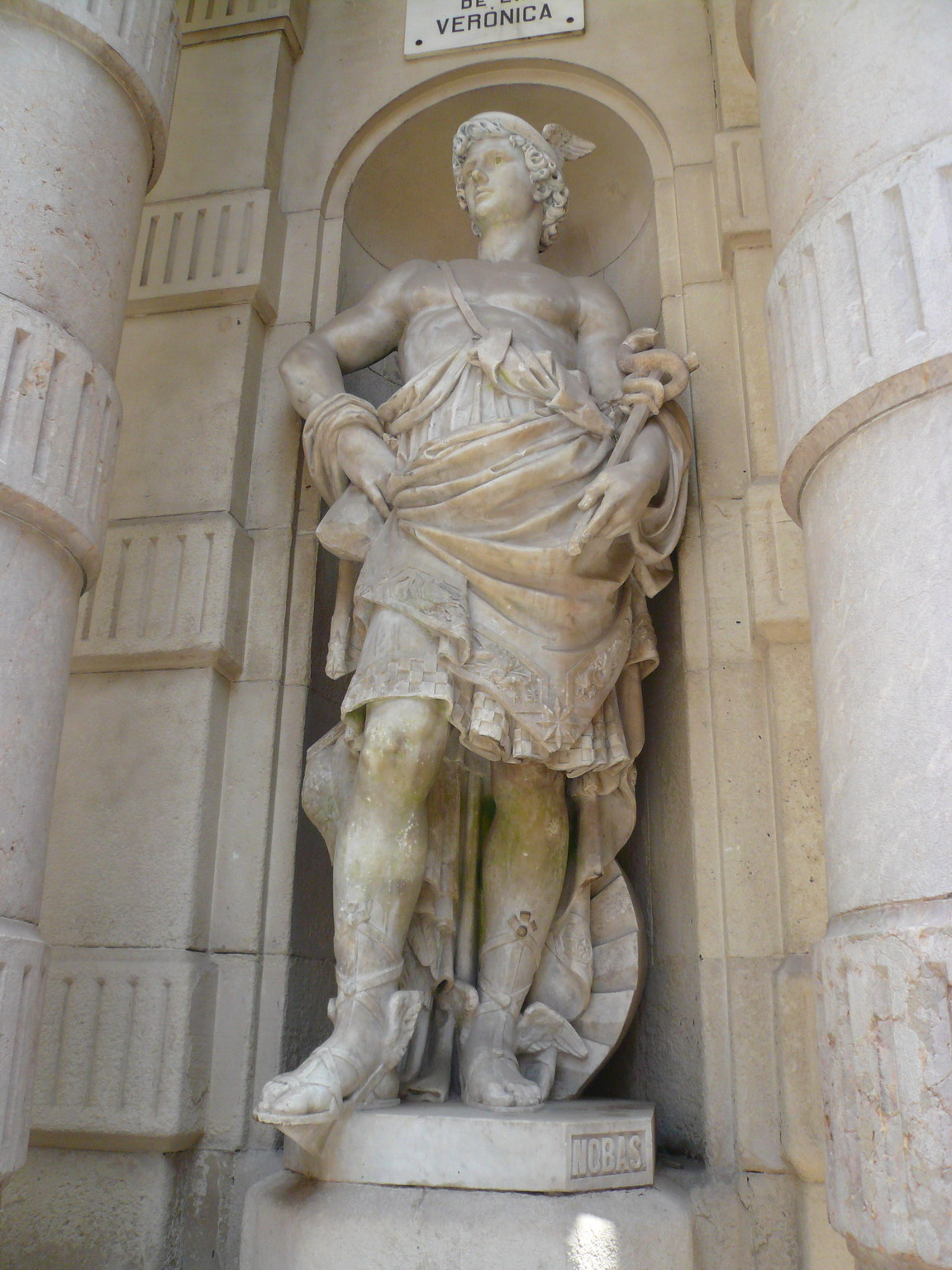
Estàtua de Mercuri al Casino Mercantil de Barcelona
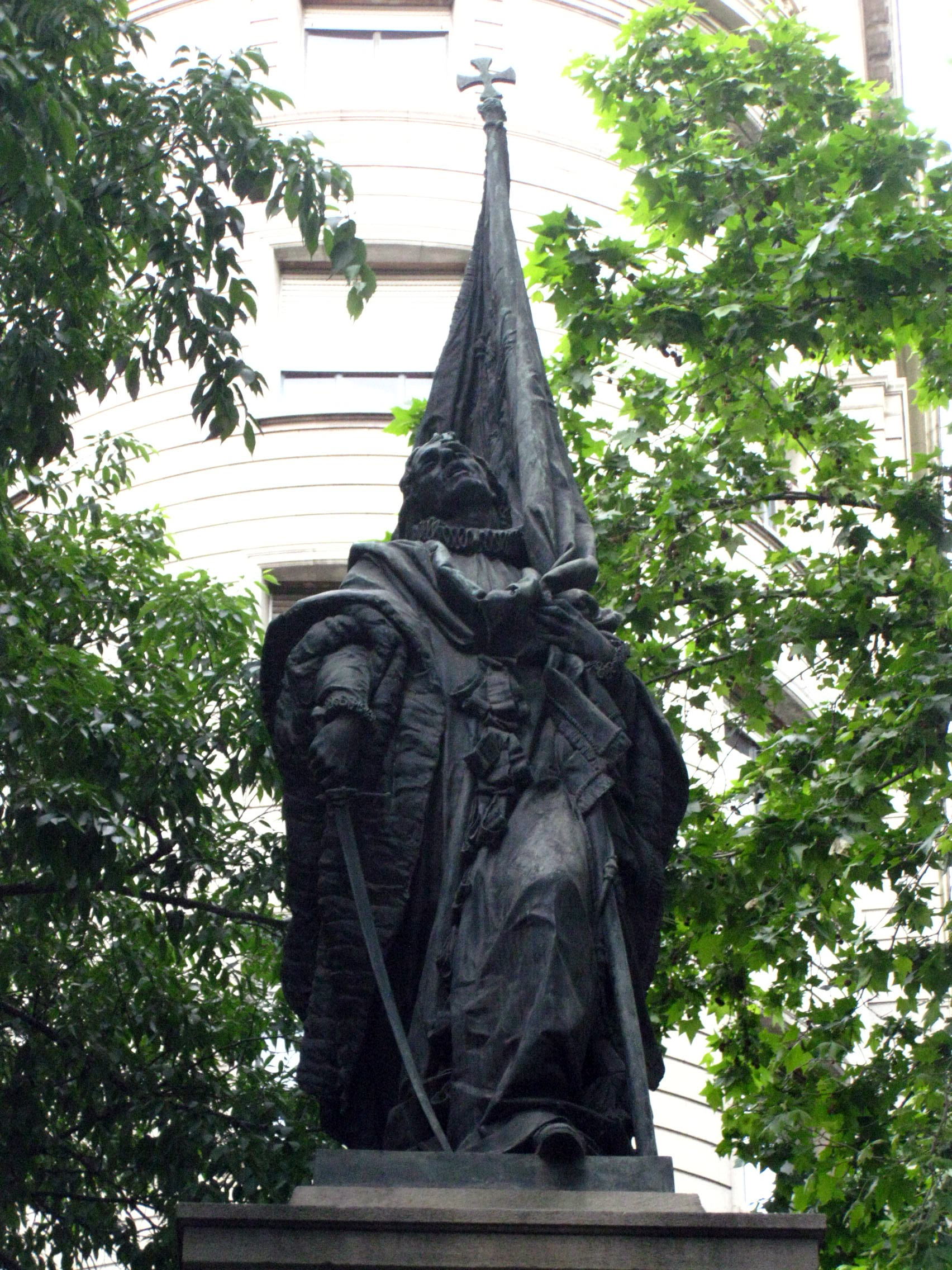
Monument a Rafael Casanova, a Barcelona
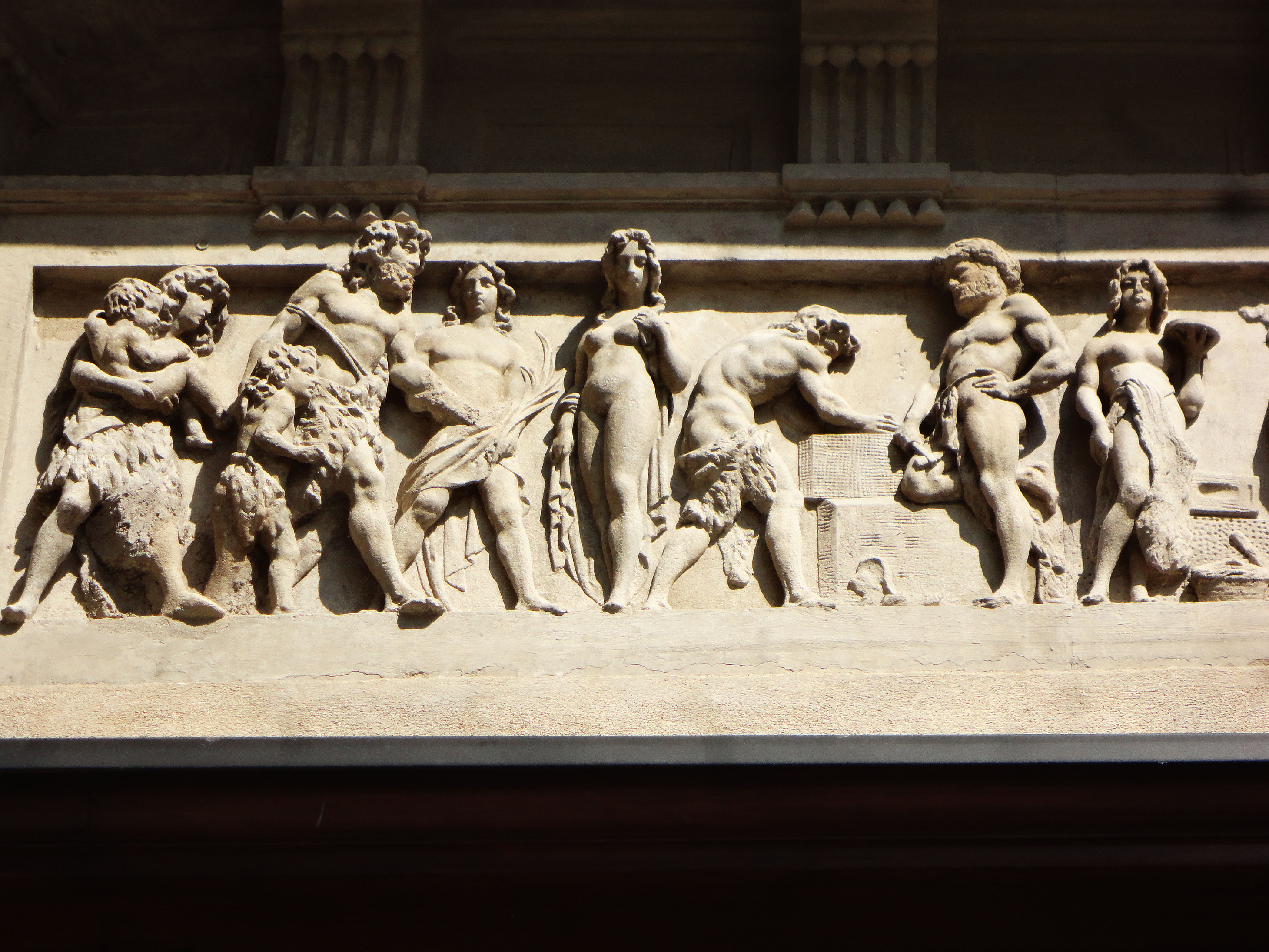
Fris a la Casa Víctor Blajot
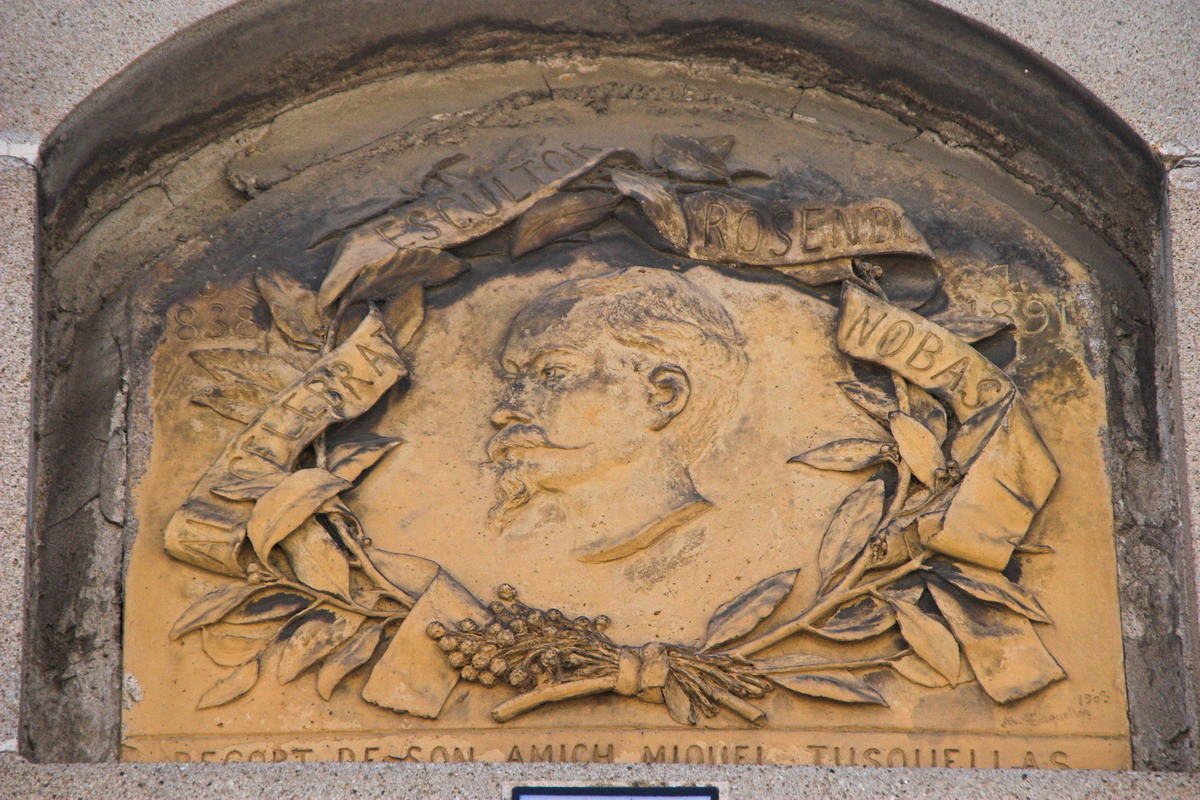
Sepultura de Rossend Nobas al cementiri del Poblenou (Barcelona), amb làpida obra de l'escultor Miquel Tusquellas Tarragó